# کالداس (بویاکا)
کالداس (انگلیسی: Caldas, Boyacá) نام یک منطقه مسکونی در کلمبیا است.